# Hadena hodeva
Hadena hodeva là một loài bướm đêm trong họ Noctuidae.